# Celloconcert nr. 2 (Haydn)
Het Celloconcert nr. 2 is een celloconcert van Joseph Haydn, geschreven in 1783 voor cello en orkest. Het is gecomponeerd voor Antonín Kraft, een cellist van het Esterházy-orkest. In de plaats Esterházy was Haydn in die tijd als kapelmeester en hofcomponist in dienst van de vorst van die stad, Nicolaas I Jozef. Het manuscript van het concert werd pas in 1951 ontdekt.

## Bewegingen
Het werk bestaat uit drie delen:
1. Allegro moderato
2. Adagio
3. Rondo: Allegro